# Benzenschwil
Benzenschwil (schweizertyska: Bänzischwil) är en ort i kommunen Merenschwand i kantonen Aargau, Schweiz. Orten var före den 1 januari 2012 en egen kommun, men inkorporerades då in i kommunen Merenschwand.